# قائمة المعارك 1901-2000

## ترتيب زمني

### بحلول الحقبة
- قائمة المعارك قبل 301
- قائمة المعارك 301-1300
- قائمة المعارك 1301–1600
- قائمة المعارك 1601-1800
- قائمة المعارك 1801-1900
- قائمة المعارك 1901-2000
- قائمة معارك 2001-الوقت الحالي

## المعارك

### 1902
| معركة               | تاريخ         | مقاتل 1       | مقاتل 2 | نتيجة                                                                 |
| ------------------- | ------------- | ------------- | ------- | --------------------------------------------------------------------- |
| معركة الرياض (1902) | 15 يناير 1902 | إمارة جبل شمر | آل سعود | - انتصار قوات الملك عبد العزيز وإعلان إمارة الرياض. - مقتل ابن عجلان. |

### 1903
| معركة       | تاريخ         | مقاتل 1       | مقاتل 2   | نتيجة               |
| ----------- | ------------- | ------------- | --------- | ------------------- |
| معركة الدلم | 27 يناير 1903 | إمارة جبل شمر | إمارة نجد | - إنتصار إمارة نجد. |

### 1914
| معركة        | تاريخ                                                             | مقاتل 1                                                                | مقاتل 2                                                                   | نتيجة                        |
| ------------ | ----------------------------------------------------------------- | ---------------------------------------------------------------------- | ------------------------------------------------------------------------- | ---------------------------- |
| معركة رابوسي | 5 - 6 أغسطس 1914                                                  | القيصرية الألمانية                                                     | بلجيكا                                                                    | - اندلاع معركة لياج.         |
| معركة ميلوز  | الهجوم الأول : 7– 10 أغسطس 1914 الهجوم الثاني : 14– 26 أغسطس 1914 | الجمهورية الفرنسية الثالثة - الجيش الأول - الفيلق السابع - جيش الألزاس | القيصرية الألمانية - الجيش السابع - الفيلق الرابع عشر - الفيلق الخامس عشر | - انتصار القيصرية الألمانية. |

### 1999
| معركة        | تاريخ                   | مقاتل 1                                   | مقاتل 2             | نتيجة |
| ------------ | ----------------------- | ----------------------------------------- | ------------------- | --- |
| معركة كوساري | 9 أبريل - 10 يونيو 1999 | جيش تحرير كوسوفو ألبانيا حلف شمال الأطلسي | صربيا والجبل الأسود | اتفاق كومانوفو كل من الجانبين اليوغوسلافي جيش تحرير كوسوفو و FR يدعي النصر يدعي جيش تحرير كوسوفو فقدت القوات اليوغوسلافية السيطرة على الخط الحدودي بين ألبانيا وكوسوفو استولى جيش تحرير كوسوفو على القاعدة العسكرية اليوغوسلافية في كوساري جيش تحرير كوسوفو لا يستطيع التقدم في عمق كوسوفو |

### 2000
| معركة                                               | تاريخ                        | مقاتل 1                                            | مقاتل 2                 | نتيجة                                               |
| --------------------------------------------------- | ---------------------------- | -------------------------------------------------- | ----------------------- | --------------------------------------------------- |
| معركة شاتو (2000)                                   | 22 فبراير - 29 فبراير 2000   | روسيا                                              | الشيشان                 | انتصار القوات المسلحة الروسية                       |
| معركة الارتفاع 776                                  | 29 فبراير - 1 مارس 2000      | جمهورية الشيشان إشكيريا المجاهدون العرب في الشيشان | روسيا                   | انتصار روسي                                         |
| كمين سيرجيف بوساد أومون (2000)                      | 2 مارس 2000                  | روسيا                                              | روسيا                   | غير معروف                                           |
| معركة كومسومولسكوي                                  | 6 مارس 2000 - 24 مارس 2000   | روسيا الموالين الشيشان                             | جمهورية الشيشان إشكيريا | الانتصار الاستراتيجي الروسي                         |
| معركة الطريق السريع A-9                             | 27 مارس 2000 - 20 أبريل 2000 | جيش سري لانكا                                      | نمور التاميل            | انتصار حاسم لنمور التاميل                           |
| 2000 كمين تشان فيدنو                                | 29 مارس 2000                 | روسيا                                              | اللواء الإسلامي الدولي  | انتصار المتشددين                                    |
| كمين موكب فوج المظلة رقم 51 بالقرب من سيرزين - يورت | 23 أبريل 2000                | روسيا                                              | جمهورية الشيشان إشكيريا | تم صد الكمين مع خسائر بين الجنود والمعدات العسكرية. |
| المعركة الثانية من ممر الفيل                        | 23-22 أبريل 2000             | جيش سري لانكا                                      | نمور التاميل            | انتصار حاسم لنمور التاميل                           |
| كمين جالاشكى                                        | 11 مايو 2000                 | روسيا                                              | الشيشان                 | انتصار الشيشان                                      |